# Феј Сјаотунг
Феј Сјаотунг (кин: 费孝通, пинјин Fei Xiaotong; 2. новембар 1910 – 24. април 2005) био је кинески социолог и антрополог и пионир у развоју социолошких мисли у Кини; такође је признат за своје учешће у истраживањима кинеских етничких група и као друштвени активиста. Био је један од најзначајнијих кинеских социолога и антрополога, а његови радови на ове теме се сматрају кључним у постављању основа за развој друштвених и антрополошких истраживања у Кини, као и у приближавању друштвених и антрополошкох феномена Кине остатку света. Умро је као професор Универзитета у Пекингу 2005. године.

## Детињство и младост
Феј Сјаотунг је рођен 2. новембра 1910. године у округу Вужанг кинеске провинције Ђангсу. Живео је у свету затрованом политичком корупцијом и апсолутним сиромаштвом. Одрастао је у не тако богатој властелинској породици. Његов отац, Феи Пуан, студирао је кинеску класичну књижевност у Јапану, стекао диплому шангајске државне службе и основао је средњу школу. Феијева мајка, Јанг Ниулан, ћерка државног службеника такође веома образована за своје време, отворила је обданиште у Вужангу које је Феи похађао.

## Каријера у академској социологији
Студирао је на Јенчинг Универзитету у Пеипингу, који је имао најбољи програм из социологије у Кини. Посета Роберта Е. Парка, социолога Универзитета у Чикагу, дала му је инспирацију за даљи ток његове каријере. За своје мастерс студије у антропологији, Феи је отишао на Универзитет Цинхуа, где је студирао са Пан Гуанфданом и учио методе за рад на терену са Русом, С. М. Широкогоровим. Феијево прво искуство на терену, на неравним планинама Гуангси покрајине у самом југу Кине, завршило се трагично након што је Феи згазио у замку за медеведе која му је сломила ногу, а његоа млада невеста, Ванг Тонгхуи, је погинула тражећи помоћ.

### Функционална антропологија
У периоду између 1936. и 1938. године Феи је стурдирао у Лондонској Школи Економије као ученик антрополога Бронислава Малиновског. Од Малиновског и А. Р. Радклиф – Брауна, Феи је научио да се фокусира на функционалне везе разних делова једне заједнице као и на значај културе у очима њених припадника. Измислио је методе истраживања у која се укључује функционални приступ. Феи је написао своју докторску дисертацију 1938. на основу свог пређашњег рада на терену у селу Киакианˈгонг у Кини, недалеко од кога је рођен, и ову дисертацију је објавио под именом „Живот сељака у Кини“.
Међу најважнијим Феијевим доприносима антропологији и социологији је концепт где кинески друштвени однос представља преко друштвених мрежа личних односа, са собом у центру, и са смањењем блискости како се удаљавамо од центра. Међу критикама на његов рад се наводи да он има тенденцију да игнорише регионалне и друштвене разлике у понашању Кинеза. Ипак, као пионир и педагог, његова намера је била да истакне опште трендове, иако је можда допринела пристрасности у истраживањима кинеског друштва и културе.
Значајан рад овог периода, „Кинеска властела“, је састављен на основу Феијевих интервјуа са терена. Рад је такође објављен у САД – у 1953. године и постао је обележје курсева о Кини на америчким универзитетима. Састављање и објављивање књиге „Кинеска властела“ на америчком континенту је прозашло из односа који је Феи развио на Цинхуа универзитету са Робертом Редфилдом, антропологом са Универзитета у Чикагу, и његовом супругом, Маргарет Парк Редфилд.

### „Тужилац за кинеског сељака“
Својом анализом сеоске економије утврдио је да рурална индустрија треба да допуни пољопривредну зараду. По повратку из Енглеске у ратом разорену и делом окупирану Кину 1938. године, Феи је отишао у ратни интелектуални центар Куенминг у области Јунан на југозападу Кине у коме је, са својим студентима, истраживао ситуацју у три села. У САД – у, за годину дана (1943 – 1944), Маргарет Парк Редфилд му је помогла да преведе ово истраживање у књигу „Кина везана за земљу“ која је поново разјаснила проблеме кинеске руралне индустрије. 
Међутим, у Кини, ово није било дело по коме је Феи био познат („Живот сељака у Кини“ се са кинеским преводом појавио тек 1986. године!). Феи се прославио у Кини као мајстор живописних и привлачних чланака у којима је коментарисао друштво и актуелна дешавања. Са његовом славом, расла је и количина његових дела – у просеку пет до осам чланака месечно, од којих су многи прештампани у књиге, од којих је Феи обајвио чак шеснаест 1940. године.

## Улога као водећи интелектуалац у Народној Републици Кини

### Педесете и шездесете: Политика у команди
Након оснивања Народне Републике Кине, 1949. године, Феи је имао важну улогу у националном интелектуалном и идеолошком животу и убрзо је почео да добија све већи број политичкох позиција. Постављен је за потпредседника Централног института националности у Пекингу 1951. године а 1954. је присуствовао Првом народног конгреса као члан Комисије за национална питања.
Убрзо након тога, међутим, одељења социологије су елиминисана (као „буржоаска псеудо – наука“). Феи је престао да предаје и објављивао је све мање књига. Током кампање „Сто Цветова“, Феи је поново почео да говори, суптилно предлажући обнову социологије. Али, онда се политичка клима изненада променила са „Анти – десничарским покретом“. 1957. године, Феи је оптужен и приморан да призна своје „злочине према народу“. Стотине текстова га је напало, од чега велики број написаних од стране његових колега, неки веома непоштени. Феи је постао отпадник, понижен, онемогућен да предаје, истражује или објављује радове. Двадесет три године његовог живота, како је касније написао, године које је требало да буду његове најпродуктивније године, једноставно су биле изгубљене, протраћене. На врхунцу Културне револуције, након напада Црвене гарде био је заточен и приморан да чисти тоалете. Чак је покушао и да се убије.

### Седамдесете и осамдесете: Други живот
У седамдесетим годинама двадесетог века, Феи, сада већ мећународно познат, порео је да прима стране посетиоце, а после Маове смрти био је позван да предводи обнову кинеске социологије. Поново је посетио САД. Касније је му је омогућено да организује посете америчких социолога Кини, како би му помогли у овом гигантсок подухвату обуке новог кадра кинескх социолога. 1980. године је формално рехабилитован, а био је и један од судуја у дуготрајном, телевизијском суђењу „Гангу четворице“ и осталима оптуженим за злочине током Културне револуције.
Његов други живот је био, више него икада живот јавног интелектуалца, са кључним политичким положајима и контактима са креаторима политике. Његов утицај се сматра важним у убеђивању владе да промовише руралну индустрију, чији је убрзани раст осамдесетих година подигао приходе стотинама милиона пољопривредника широм Кине. Готово сваке недеље у деведесетим, његово име је било у новинам, а лице на телевизији. Путовао је широм Кине, али и у иностранство, САД, Канаду, Европу, Јапан, Аустралију и другде. Такође је био засут међународним почастима: Малиновски награда друштва за примењену антропологију; Хаксли спомен медаљу Краљевског антрополошког универзитета; почасни докторат са Универзитета у Хонг Конгу и других признања у Јапану, Филипинима, Канади. Играо је улогу у промовисању и вођењу поновног успостављања социологије и антропологије у Кини, обуци научника и развоју наставних материјала након тридесет година забране. 
Феи Киаотонг је такође познат по својој утицајној теорији о етничким групама у кинеској историји која прати традицију еволуционализма Лујиса Х. Моргана. Пример његовог рада је Феијево предавање у Хонг Конгу из 1988. године – „Пруларизам и јединство у конфигурацији кинеске националности“. Према Феију, Хуакиа је постала права етничка група, односно Хан, током династије Ћин. Након тога, Хан постаје „језгро са центрипеталном силом“ са својим стабилним пољопривредним друштвом које привлачи и асимилује номаде из северне области Кине, као што је Кианг.

### Деведесете и двехиљадите: Реминисценција и опрез
Изнад свега, Феи се прославио као писац у свом „другом животу“. Готово све његове старе кнњиге су поново објављиване током овог периода, а обајвљивао је нове књиге и чланке у још већем броју. Од петнаест томова његовог дела „Рад“ (1999-2001), нова књижевна дела из осамдесетих и деведесетих чине више од половине. Многе теме биле су познате. Он је насилно и у више наврата опомињао на стање социологије и антропологије у случају модернизације. Сећао се свог рада на терену, својих студија и својих учитеља. Било је књига и чланака на тему руралне индустријализације, малих градова, националних мањина и покраинама у развоју. Он је заговарао ставове интелектуалаца, описивао је оно шта је научио на својим путовањима у иностранство и објавио неке нове преводе са енглеског. Постојала је чак и једна мала књига његове поезије. Једина ствар која се разликовала у његовом писању била је политичка опрезност; Феи је имао превише тога да уради, а премало времена да би се играо ватром у последњим деценијама свог живота.
Био је професор социологије на Универзитету у Пекингу у време његове смрти, 24. априла 2005. са 94 године. Спомен је подигнут у његову част на Катедри за социологију на универзитету где је предавао од осамдесетих година двадесетог века.

## Достигнућа током каријере

### Већа дела
- Peasant Life in China: A Field Study of Country Life in the Yangtze Valley. Preface by Bronislaw Malinowski. London: G. Routledge and New York: Dutton, 1939, and various reprints and a Japanese translation.
- Fei and Chang Chih-yi [Zhang Ziyi 《张子毅》], Earthbound China: A Study of Rural Economy in Yunnan.University of Chicago Press, 1945.
- China's Gentry: Essays in Rural-Urban Relations. Chicago: University of Chicago Press, 1953.
- Neidi de nongcun 《內地的農村》(Villages of the interior). Shanghai: Shenghuo, 1946.
- Shengyu zhidu 《生育制度》 (The institutions for reproduction). Shanghai: Shangwu, 1947.
- From the Soil (Xiangtu Zhongguo, 《鄉土中國》). Shanghai: Guancha, 1948. (Translated as From the Soil: The Foundations of Chinese Society, U. of California Press, 1992)
- Xiangtu chongjian 《鄉土重建》 (Rural recovery). Shanghai: Guancha, 1948.
- Fei Xiaotong et al. Small Towns in China: Functions, Problems & Prospects. Beijing: New World Press, 1986.
- Xingxing chong xingxing 《行行重行行》 (Travel, travel, and more travel). Ningxia Renmin Chubanshe, 1992.
- Fei Xiaotong wenji 《费孝通文集》 (Collected works of Fei Xiaotong), 15 vols. Beijing: Qunyan

### Награде
- 1980: Bronislaw Malinowski Award of the International Applied Anthropology Association
- 1981: Huxley Memorial Medal of the Royal Anthropological Institute of Great Britain and Ireland
- 1988: Encyclopædia Britannica Prize in New York
- 1993: USA and Asian Cultural Prize in Fukuoka, Japan
- Doctor of Letters degree, honoris causa by the University of Hong Kong
- Doctor of Social Science degree, honoris causa, University of Macau
- 1994: Ramon Magsaysay Award for Community Leadership in the Philippines.

### Политичке позиције
Феи је допринео и развоју кинеске руралне економије.
Пре његове смрти, Феи је имао велики број политичкох титула, иако већина почасних. Сматрали су га „политички активним“.
- Потпредседник шесте Кинеске народне политичке конференције
- Потпредседавајући на седмом и осмом Комитету народног конгреса
- Потпредседавајући Изборног одбора основног закона за Хонг Конг, посебну административну област Народне Републике Кине
- Почасни председник Централног одбира за Кинеску демократску лигу
- Заменик директора Стручног завода за Државна већа
- Заменик директора Одбора за национално – етничке односе
- Председавајући на Централном одбору Демократске уније